# Grijsgroene steenkorst
Grijsgroene steenkorst (Lecidella scabra) is een korstmossoort uit het geslacht purperschaaltje (Lecidella).

## Determinatie
Grijsgroene steenkorst is een korstvormig korstmos. Het thallus is blauwgroenig grijs tot lichtgrijs en slechts circa 0,2 mm dik. Het is voorzien van lichtgroene soredieuze plekken die samenvloeien waarna het gehele thallus soredieus wordt. De apotheciën zijn regelmatig aanwezig op weinig soredieuze exemplaren. Ze zijn plat, glimmend, zijn circa 1 mm groot en zwart met een zwarte rand.
De soort reageert C+ oranje op de soralen. De ascosporen zijn eencellig en kleurloos.
Hij lijkt op:
- steenpeperkorst (Rinodina aspersa), maar deze kleurt C+ oranjerood en hiervan is het prothallus gewimperd zwart
- wit sterschoteltje (Trapelia placodioides), maar deze kleurt met C+ rood

## Ecologie
Grijsgroene steenkorst komt vooral voor op kalkarm gesteente, zoals oude baksteenmuren, graniet, basalt en dijken. Ook komt hij voor op bomen en dan vooral op geëutrofieerde boomvoeten.

### Syntaxonomie
In de syntaxonomie staat grijsgroene steenkorst te boek als kensoort voor de associatie van dunne blauwkorst (Porpidietum soredizodis).

## Verspreiding
In Nederland is grijsgroene steenkorst vrij algemeen. De soort is niet bedreigd en staat niet op de Nederlandse Rode Lijst.